# Judge Smith

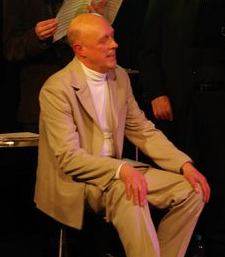
Judge Smith tijdens de uitvoering van The Climber in USF Verftet, Bergen, Noorwegen, op 9 mei 2009

Christopher John Judge Smith (Engeland, juli 1948) is een componist en uitvoerende artiest, en een van de oprichters van de band Van der Graaf Generator. Aanvankelijk was hij bekend als Chris Judge Smith, maar later liet hij "Chris" achterwege en noemde zichzelf Judge Smith.

## Biografie

### Beginjaren
Judge Smith was oorspronkelijk de drummer van Van der Graaf Generator (hij bespeelde soms ook een typemachine), maar nadat drummer Guy Evans tot de band was toegetreden, concludeerde Smith dat er voor hem niet zoveel meer te doen was behalve zang en achtergrondzang. Na de opnamen van de eerste single van Van der Graaf Generator, "People You Were Going To" / "Firebrand", besloot Smith in 1968 om de band te verlaten.
Hij formeerde een band met de naam Heebalob, met als saxofonist David Jackson, die later tot Van der Graaf Generator zou toetreden. Nadat Heebalob uit elkaar was gegaan, begon Smith een solocarrière, en schreef en publiceerde vele nummers. Veel daarvan verschenen alleen maar op zijn eerste solo-album Democrazy (1991, in beperkte oplage en momenteel niet verkrijgbaar). Smith schreef ook diverse musicals, waaronder The Kibbo Kift (1976), The Ascent Of Wilberforce III (1981) en Mata Hari (1982). Deze laatste is geschreven samen met Lene Lovich, die er tevens de hoofdrol in speelde.
Rond 1973 begon Smith samen met mede-oprichter van Van der Graaf Generator Peter Hammill te schrijven aan de opera The Fall of the House of Usher, gebaseerd op het gelijknamige korte verhaal door Edgar Allan Poe. Smith schreef het libretto en Hammill componeerde de muziek. Dit album verscheen uiteindelijk in 1991. De zangers zijn onder meer Lene Lovich, Andy Bell, Sarah Jane Morris en Herbert Grönemeyer. In 1999 verscheen een opnieuw opgenomen versie, The Fall Of The House Of Usher - deconstructed & rebuilt. Deze nieuwe versie wordt gekenmerkt door een helderder geluid, tientallen toegevoegde gitaren en de afwezigheid van percussie.
Peter Hammill heeft een aantal door Smith geschreven songs opgenomen, waaronder "Been Alone So Long", "Time for a Change" en "Four Pails", en speelt deze regelmatig live. Ook Lene Lovich heeft door Smith geschreven songs opgenomen, waaronder "What Will I Do Without You" en "You Can't Kill Me".
In 1974 schreef en regisseerde Smith een korte film met als titel The Brass Band, die verschillende internationale prijzen heeft gewonnen.
Smith heeft ook muziek geschreven voor de Britse televisie-comedy Not The Nine O'Clock News in de jaren tachtig, waaronder de bekende punk-rock-parodie "Gob on You".

### Recente jaren
In 1993 verscheen Dome Of Discovery, Smiths eerste echte solo-cd. Behalve zijn eigen zang komt vrijwel elke noot op het album van gesampelde geluiden van echte instrumenten. Smith deed er maanden over om zijn eigen samples te maken. Hij huurde daarvoor meerdere muzikanten in, en nam van hen afzonderlijke noten op. Sinds 2006 is er in iTunes een geremasterde versie verkrijgbaar.
Na vele jaren werk voltooide Smith in 2000 het dubbelalbum Curly's Airships, een project op grote schaal (door Smith zelf bij voorkeur 'songstory' genoemd) over de ramp met de R101 zeppelin in 1930. Op dit album zijn bijdragen te vinden van onder veel meer Peter Hammill, Hugh Banton, Arthur Brown, David Jackson, John Ellis en Pete Brown.
Op dezelfde dag dat Van der Graaf Generator hun reünie-concert speelde in de Royal Festival Hall in Londen, 6 mei 2005, gaf Smith een middag-concert, voor het eerst in vele jaren, in de Cobden Club in Londen. Hij presenteerde er zijn nieuwe album The Full English, en speelde onder meer alle nummers van dat album, bijgestaan door John Ellis op gitaar, Michael Ward-Bergeman op accordeon en René van Commenée op percussie.
Een opname van een concert door Smith in Guastalla, Italië, in 2005 is in 2006 op dvd verschenen, onder de titel Live In Italy 2005.
In oktober 2007 verscheen van Smith een single-cd met twee nummers, "The Light of the World" / "I Don't Know What I'm Doing", onder de naam The Tribal Elders. Deze band bestaat uit Smith, David Jackson, John Ellis, Michael Ward-Bergeman en Rikki Patten.
In januari 2008 verscheen het album Long-Range Audio Device, onder de naam L-RAD, een samenwerking tussen Smith en Steve Defoe. Defoe is een Amerikaanse artiest die de oprichter van het duo The Larry Mondello Band was, die in de jaren tachtig en negentig talloze cassette tapes deden verschijnen met hun lo-fi muziek.
In mei 2009 gaf Smith een concert, de première van zijn songstory The Climber (geschreven in 2005), met een gelegenheids-mannenkoor dat de Fløyen Voices heette en een contrabas, in de zaal USF Verftet in Bergen, Noorwegen. In mei 2010 verscheen hiervan een studio-opname.
Smiths derde songstory, Orfeas, verscheen op 9 mei 2011. Het is een nieuwe interpretatie van de mythe van Orpheus, uitgevoerd door zeven afzonderlijke ensembles die elk een geheel verschillende soort muziek spelen. Aan het album werkten onder meer mee John Ellis (als George Orfeas), Lene Lovich (als Eurydice) en David Jackson (als de saxofonist van de George Orfeas Band).
Smiths album Zoot Suit verscheen op 17 maart 2013. Het is een verzameling songs, geproduceerd door David Minnick.
In 2016 verscheen Requiem Mass, Smiths versie van de mis voor de doden, met teksten in het Latijn. De Requiem Mass is geschreven in 1975.

## Discografie
- Democrazy (een verzameling opnamen uit 1968-1977) (1991)
- Dome of Discovery (1993) (geremasterde versie alleen verkrijgbaar via iTunes, 2006)
- Curly's Airships (songstory, dubbel-cd) (2000)
- The Full English (2005)
- Live in Italy 2005 (dvd) (2006)
- The Vesica Massage (2006)
- The Light of the World (cd-single, 2007, als The Tribal Elders)
- Long-Range Audio Device (2008, als L-RAD)
- The Climber (songstory, 2010)
- Orfeas (songstory, 2011)
- Zoot Suit (2013)
- Requiem Mass (2016)

De officiële Judge Smith Musicografie is een poging om een complete lijst samen te stellen van alle muzikale activiteiten van Judge Smith.